# Rome Volley
Maillots
Le Rome Volley (en italien, Roma Volley) est un ancien club italien de volley-ball, basé à Rome, qui a disparu pour raison économique en 2002.

## Palmarès
- Coupe de la CEV masculine : 2000
- Championnat d'Italie : 2000

## Entraîneurs
- 1996-1997 :  Piero Molducci

## Effectifchampion d'Italieen2000
- 1   Andrea Gardini - Central (1965) - Capitaine
- 2   Gennaro Barozzino - Central (1979)
- 3   Vladimir Grbic - Réceptionneur-attaquant (1970)
- 4   Massimiliano Decio - Réceptionneur-attaquant (1971)
- 5   Paolo Tofoli - Passeur (1966)
- 6   Gianluca Saraceni - Réceptionneur-attaquant (1979)
- 7   Marko Klok - Libero (1968)
- 8   Marco Bracci - Réceptionneur-attaquant (1966)
- 9   Francesco Fortunato - Central (1977)
- 10  Fabio Leone - Réceptionneur-attaquant (1977)
- 11  Osvaldo Hernandez - Attaquant (1970)
- 14  Ihosvany Hernandez - Central (1972)
- 16  Adriano Paolucci - Passeur (1979)

Entraineur :  Gian Paolo Montali